# Jozef Štibrányi
Jozef Štibrányi (Vlčkovce, República Eslovaca, 11 de enero de 1940) es un exfutbolista eslovaco que se desempeñaba como centrocampista.

## Selección nacional
Fue internacional con la selección de fútbol de Checoslovaquia en 9 ocasiones y convirtió un gol. Formó parte de la selección subcampeona de la Copa del Mundo de 1962.

### Participaciones en Copas del Mundo
| Mundial                        | Sede  | Resultado  | Partidos | Goles |
| ------------------------------ | ----- | ---------- | -------- | ----- |
| Copa Mundial de Fútbol de 1962 | Chile | Subcampeón | 3        | 1     |

## Clubes
| Club              | País           | Año       |
| ----------------- | -------------- | --------- |
| FC Spartak Trnava | Checoslovaquia | 1960-1963 |
| Dukla Praga       | Checoslovaquia | 1963-1965 |
| Dukla Tábor       | Checoslovaquia | 1965-1966 |
| FC Vítkovice      | Checoslovaquia | 1966-1970 |
| Križovany         | Checoslovaquia | 1970-?    |

## Palmarés

### Campeonatos nacionales
| Título                 | Club        | País           | Año  |
| ---------------------- | ----------- | -------------- | ---- |
| Primera División       | Dukla Praga | Checoslovaquia | 1964 |
| Copa de Checoslovaquia | Dukla Praga | Checoslovaquia | 1965 |